# 주한 포르투갈 대사관
주한 포르투갈 대사관(포르투갈어: Embaixada de Portugal na Coreia do Sul)은 대한민국 서울특별시 종로구 원서동 165 원서빌딩 2층에 위치하고 있는 포르투갈 대사관이다. 현직 주한 포르투갈 대사는 수자나 바스 파투이다.

## 역사
포르투갈은 1961년 4월 15일에 대한민국과 수교했다. 대한민국 정부는 1975년 6월 11일에 포르투갈 리스본에 주포르투갈 대한민국 대사관을 설립했다. 포르투갈 정부는 대한민국과 수교한 이후에 한동안 주일본 포르투갈 대사관에서 대한민국과 관련된 외교 임무를 겸임해 오다가 1988년 8월에 대한민국 서울에 주한 포르투갈 대사관을 설립했다.

## 주요 업무
주요 업무는 대한민국 정부와의 외교·교섭, 투자 유치 활동, 대한민국 거주 포르투갈 국민의 보호 육성, 외교 정책 홍보, 문화, 학술, 체육 협력, 여권, 입국 사증 발급 및 영사 확인 업무 등이다.

## 역대 주한 포르투갈 대사
- 1977년 5월 13일 ~ 1981년 11월 18일: 마데이라 드 안드라드(Madeira de Andrade, 주일본 포르투갈 대사관에서 겸임)
- 1981년 11월 19일 ~ 1988년 9월 14일: 프란시스쿠 발타자르 모이타(Francisco Baltazar Moita, 주일본 포르투갈 대사관에서 겸임)
- 1988년 9월 14일 ~ 1991년 8월 29일: 루이스 소아르스 드 올리베이라(Luis Soares de Oliveira)
- 1991년 9월 12일 ~ 1997년 7월 11일: 마누엘 제르바지우 마르팅스 드 알메이다 레이트(Manuel Gervasio Martins de Almeida Leite)
- 1997년 9월 9일 ~ 2002년 11월 16일: 페르난두 하무스 마샤두(Fernando Ramos Machado)
- 2002년 11월 16일 ~ 2006년 11월 30일: 카를루스 프로타(Carlos Frota)
- 2007년 3월 9일 ~ 2012년 4월 2일: 엔히크 보르즈스(Henrique Borges)
- 2012년 4월 12일 ~ 2017년 7월 5일: 안토니우 킨테이루 노브르(António Quinteiro Nobre)
- 2017년 12월 20일 ~ 2021년 7월 16일: 마누엘 안토니우 곤살베스 드 제주스(Manuel António Gonçalves de Jesus)
- 2022년 1월 17일 ~ 현재: 수자나 바스 파투(Susana Vaz Patto)

## 같이 보기
- 대한민국-포르투갈 관계
- 주포르투갈 대한민국 대사관
- 포르투갈의 재외공관 목록
- 대한민국 주재 외국공관 목록